# Hippocampus pontohi
Hippocampus pontohi is een straalvinnige vissensoort uit de familie van de zeenaalden en zeepaardjes (Syngnathidae). De wetenschappelijke naam van de soort is voor het eerst geldig gepubliceerd in 2008 door Lourie & Kuiter.